# Pathuitz, Chilón
Pathuitz är en ort i Mexiko.   Den ligger i kommunen Chilón och delstaten Chiapas, i den sydöstra delen av landet, 800 km öster om huvudstaden Mexico City. Pathuitz ligger 1 190 meter över havet och antalet invånare är 434.
Terrängen runt Pathuitz är kuperad. Runt Pathuitz är det glesbefolkat, med 16 invånare per kvadratkilometer. Närmaste större samhälle är Ocosingo, 17,1 km öster om Pathuitz. I omgivningarna runt Pathuitz växer i huvudsak städsegrön lövskog.